# 上海艺术大学
上海艺术大学，是1925年6月至1928年1月在上海虹口体育会路（今东体育会路）及常熟路(善钟路87号)开办的艺术类私立大学。

## 历史
1925年6月上海小西门外黄家阙路的上海艺术师范大学与蒲柏路（今太仓路）的东方艺术专门学校合并设立。
设绘画、音乐、艺术教育三系。培养艺术师资
- 校长吴稚晖/周勤豪
- 校务委员：周勤豪、关良、郭勤初、戴敏堂、朱贤舆
- 西洋画教师：丰子恺、倪贻德、陈抱一、丁衍镛、李超士、关良
- 中国画教师：潘天寿、汪仲山、诸闻韵、诸乐三、高晓山、沙辅卿
- 音乐教师：刘质平、孙续丞、何连琴、傅彦长、卫仲乐、潘伯英、彭凡子、蛯子正纯（日本人）、汤斯基（俄罗斯人）、李鸿梁
- 手工教师：姜丹书、郭伯宽、张联辉、杨守玉、虞弗奇、苏本楠
- 美学教师：陈望道、吕澂
- 文学教师：田汉、萧退公、冯乃超、郑伯奇、张资平、张冥飞、王海帆